# (5840) Raybrown
(5840) Raybrown es un asteroide perteneciente al cinturón de asteroides, región del sistema solar que se encuentra entre las órbitas de Marte y Júpiter, más concretamente a la familia de Agnia, descubierto el 28 de julio de 1978 por el equipo del Observatorio Perth desde el Observatorio Perth, Bickley, Australia.

## Designación y nombre
Designado provisionalmente como 1978 ON. Fue nombrado Raybrown en homenaje a Raymond Matthews Brown, brillante e influyente contrabajista de jazz, tocó en la banda de Dizzy Gillespie y más tarde con el trío Oscar Peterson. Durante un tiempo casado con Ella Fitzgerald, fue su director musical, y formó parte de The L. A. Four en la década de 1970 y dirigió el The Ray Brown Trio desde 1984 hasta el día de su muerte.

## Características orbitales
Raybrown está situado a una distancia media del Sol de 2,748 ua, pudiendo alejarse hasta 3,030 ua y acercarse hasta 2,466 ua. Su excentricidad es 0,102 y la inclinación orbital 3,346 grados. Emplea 1664,15 días en completar una órbita alrededor del Sol.

## Características físicas
La magnitud absoluta de Raybrown es 12,6. Tiene 9,73 km de diámetro y su albedo se estima en 0,196. Está asignado al tipo espectral Ld según la clasificación SMASSII.